# Juan Gabriel Rodríguez
Juan Gabriel Rodríguez (General Alvear, 28 febbraio 1994) è un calciatore argentino, difensore del Talleres (C).

## Caratteristiche tecniche
È una difensore centrale.

## Statistiche

### Presenze e reti nei club
Statistiche aggiornate al 16 marzo 2025.
| Stagione          | Squadra            | Campionato        | Campionato | Campionato | Coppe nazionali | Coppe nazionali | Coppe nazionali | Coppe continentali | Coppe continentali | Coppe continentali | Altre coppe | Altre coppe | Altre coppe | Totale | Totale | Totale |
| Stagione          | Squadra            | Comp              | Pres       | Reti       | Comp            | Pres            | Reti            | Comp               | Pres               | Reti               | Comp        | Pres        | Reti        | Pres   | Reti   |        |
| ----------------- | ------------------ | ----------------- | ---------- | ---------- | --------------- | --------------- | --------------- | ------------------ | ------------------ | ------------------ | ----------- | ----------- | ----------- | ------ | ------ | ------ |
| 2016              | Fénix              | PBM               | 14         | 0          | CA              | 0               | 0               | -                  | -                  | -                  | -           | -           | -           | 14     | 0      |        |
| 2016-2017         | Fénix              | PBM               | 35         | 0          | CA              | 0               | 0               | -                  | -                  | -                  | -           | -           | -           | 35     | 0      |        |
| Totale Fénix      | Totale Fénix       | Totale Fénix      | 49         | 0          |                 | 0               | 0               |                    | -                  | -                  |             | -           | -           | 49     | 0      |        |
| 2017-2018         | Almagro            | PBN               | 21         | 1          | CA              | 0               | 0               | -                  | -                  | -                  | -           | -           | -           | 21     | 1      |        |
| 2018-2019         | San Martín (SJ)    | PD                | 10         | 0          | CA+CA           | 1+1             | 0               | -                  | -                  | -                  | -           | -           | -           | 12     | 0      |        |
| 2019-2020         | Defensa y Justicia | PD                | 22         | 0          | CA+CdS+CdL      | 1+0+3           | 0               | CL+CS              | 4+2                | 1+0                | -           | -           | -           | 32     | 1      |        |
| 2021              | Defensa y Justicia | PD                | 2          | 0          | CA+CdL          | 1+7             | 0               | CL                 | 6                  | 0                  | RS          | 0           | 0           | 16     | 0      |        |
| gen.-lug. 2022    | Defensa y Justicia | PD                | 3          | 0          | CA+CdL          | 1+8             | 0               | CS                 | 3                  | 0                  | -           | -           | -           | 15     | 0      |        |
| Totale Godoy Cruz | Totale Godoy Cruz  | Totale Godoy Cruz | 27         | 0          |                 | 21              | 0               |                    | 15                 | 1                  |             | 0           | 0           | 63     | 1      |        |
| lug.-dic. 2022    | Rosario Central    | PD                | 11         | 0          | CA+CdL          | 1+0             | 0               | -                  | -                  | -                  | -           | -           | -           | 12     | 0      |        |
| 2023              | Talleres (C)       | PD                | 16         | 0          | CA+CdL          | 4+7             | 0+1             | -                  | -                  | -                  | -           | -           | -           | 27     | 1      |        |
| 2024              | Talleres (C)       | PD                | 14         | 2          | CA+CdL          | 0+9             | 0+2             | CL                 | 2                  | 1                  | -           | -           | -           | 25     | 5      |        |
| 2025              | Talleres (C)       | PD                | 9          | 0          | CA              | 0               | 0               | CL                 | 0                  | 0                  | SI          | 1           | 0           | 10     | 0      |        |
| Totale Talleres   | Totale Talleres    | Totale Talleres   | 39         | 2          |                 | 20              | 3               |                    | 2                  | 1                  |             | 1           | 0           | 62     | 6      |        |
| Totale carriera   | Totale carriera    | Totale carriera   | 157        | 3          |                 | 44              | 3               |                    | 17                 | 2                  |             | 1           | 0           | 219    | 8      |        |

## Palmarès

### Club

#### Competizioni nazionali
- Supercopa Internacional: 1

Talleres: 2023

#### Competizioni internazionali
- Coppa Sudamericana: 1

Defensa y Justicia: 2020
- Recopa Sudamericana: 1

Defensa y Justicia: 2021